# El Vado Motel
L'El Vado Motel – ou El Vado Auto Court – est un motel américain à Albuquerque, dans le comté de Bernalillo, au Nouveau-Mexique. Construit en 1937 dans le style Pueblo Revival, il est inscrit au New Mexico State Register of Cultural Properties depuis le 17 septembre 1993 ainsi qu'au Registre national des lieux historiques depuis le 22 novembre 1993.